# Iresine diffusa
Iresine diffusa är en amarantväxtart som beskrevs av Alexander von Humboldt, Aimé Bonpland och Carl Ludwig von Willdenow. Iresine diffusa ingår i släktet Iresine och familjen amarantväxter.

## Underarter
Arten delas in i följande underarter:
- I. d. herbstii
- I. d. spiculigera

## Bildgalleri

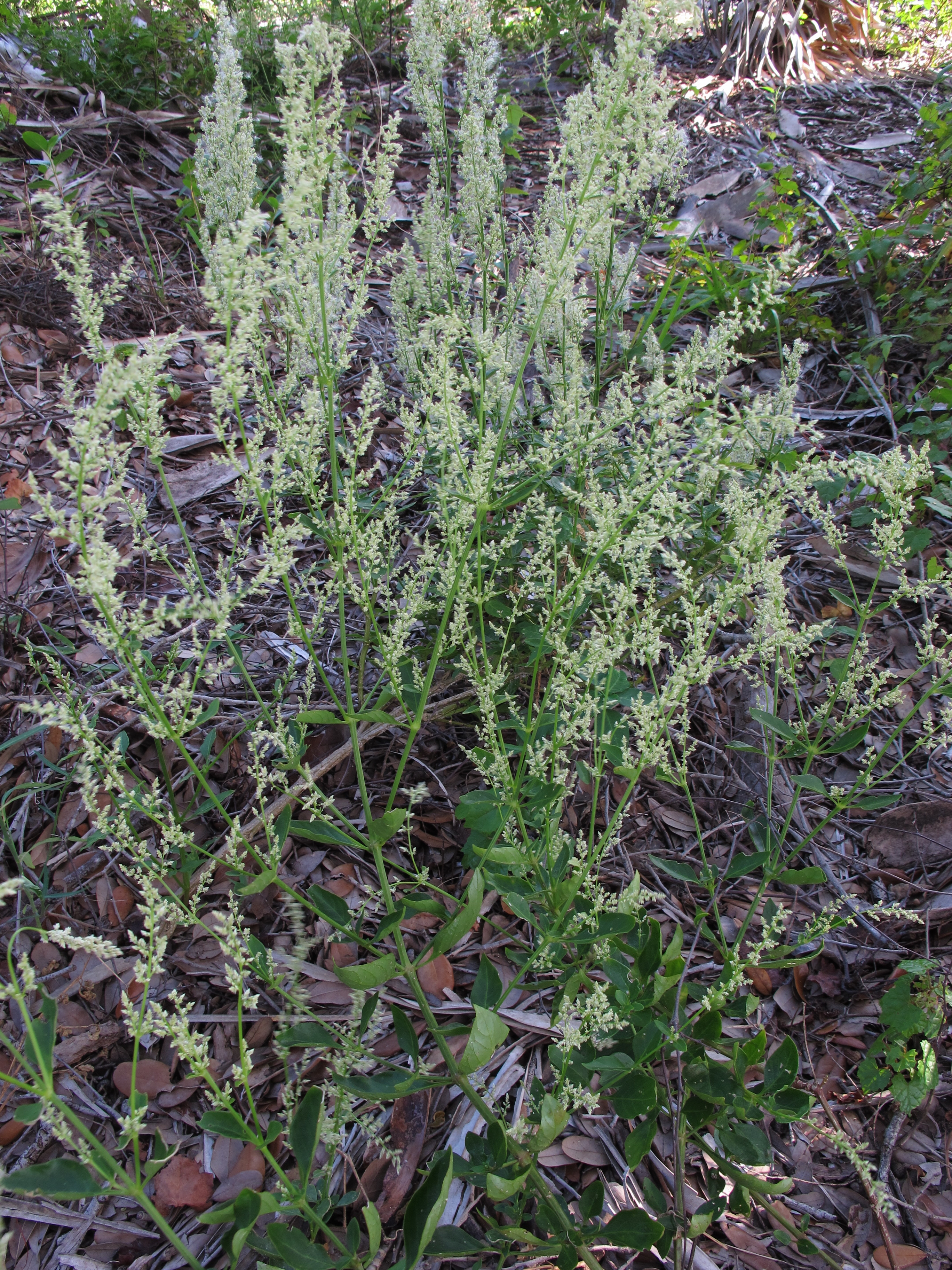
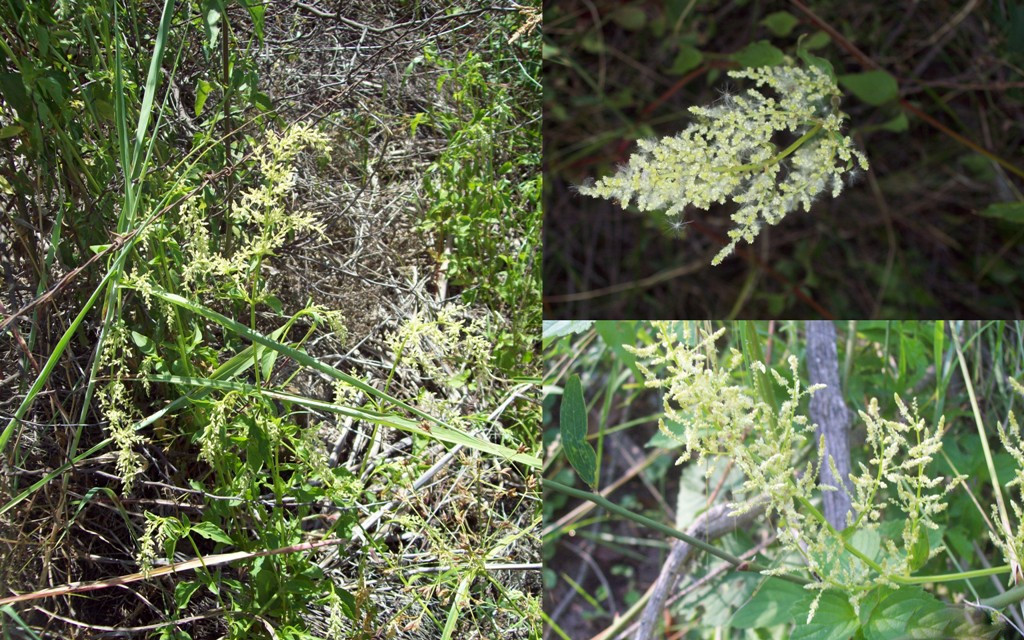